# Lenughi
Lenughi là một đô thị thuộc tỉnh Armavir, Armenia. Dân số ước tính năm 2011 là 1639 người.